# Ali Akbar Abdolrashidi
 (juin 2012).
Si vous disposez d'ouvrages ou d'articles de référence ou si vous connaissez des sites web de qualité traitant du thème abordé ici, merci de compléter l'article en donnant les références utiles à sa vérifiabilité et en les liant à la section « Notes et références ».
Ali Akbar Abdolrashidi (né en 1949 à Kerman en Iran) est un intellectuel, journaliste, traducteur et professeur d'université. Au cours de sa carrière de 45 ans en tant que journaliste, Ali Akbar Abdolrashidi a réalisé une centaine d'interviews télévisées, avec notamment plusieurs personnalités internationales, telles que Fidel Castro, Rajiv Gandhi, et Muammar al-Kadhafi.
Abdolrashidi a commencé sa carrière dans les années 1960, étant encore adolescent, pour une station de radio à Kerman. Après cela, il rejoint un réseau-radio national de chercheurs, travaillant pour un programme hebdomadaire sur le folklore.
Devenu anglophone, il rejoint le département des actualités et des affaires courantes et a travaillé comme traducteur de dépêches. En 1980, il devient le correspondant londonien de l'IRIB. Cependant il retourne un an plus tard en Iran au siège de l'IRIB, à Téhéran, où il prend la direction du bureau des Affaires étrangères et parcourt le monde pour couvrir l'actualité d'organisations internationales comme les Nations unies, l'OPEP et autres.
En 1984, il revient à Londres en tant que correspondant britannique en Europe. Il couvre de nombreux événements, comme la chute du mur de Berlin, l'effondrement de l'Union soviétique et la formation de l'Union européenne.
Abdolrashidi a visité quarante pays et écrit et traduit un total de vingt livres. Il est en outre l'auteur de centaines d'articles et essais, et a reçu de nombreuses distinctions pour son travail de journaliste.

## Crédits
- (en) Cet article est partiellement ou en totalité issu de l’article de Wikipédia en anglais intitulé « Ali Akbar Abdolrashidi » (voir la liste des auteurs).